# 保卫和平坊

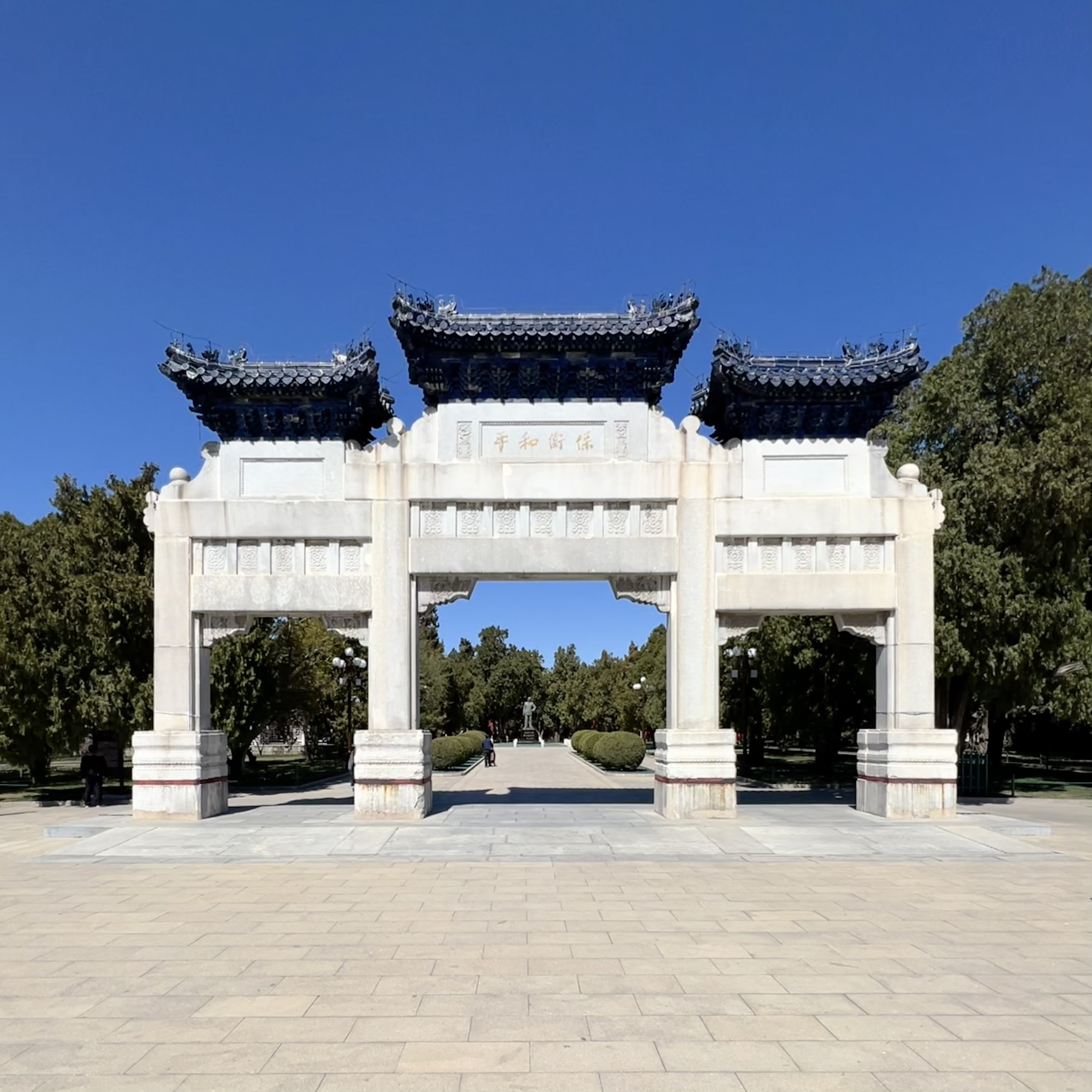
屹立于中山公园的保卫和平坊

保卫和平坊，原曾名克林德碑、克林德牌坊、公理战胜坊，现保存于北京中山公园，原为一个四柱三间七楼石牌坊，由于历史上的损毁现为四柱三间三楼石坊。

## 克林德碑

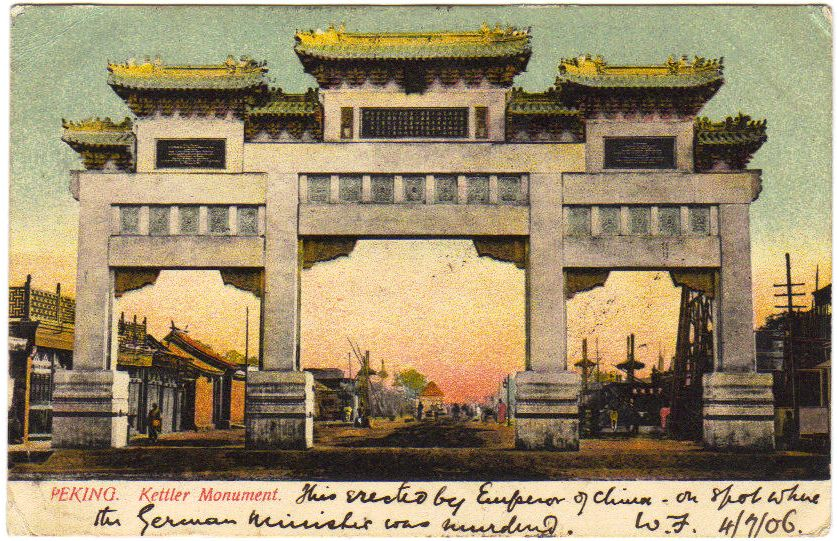
1906年克林德碑明信片

1900年中国爆发义和团运动，时任德国驻华公使的克林德男爵于6月20日上午9时许，从东交民巷使馆区乘轿子前往总理衙门交涉關於清政府要求各國外交官於24小時內離開北京的最後通牒。克林德決定不帶四名德國衛兵，只帶兩名沒有武裝的馬伕隨行。據克林德翻譯柯达士說，當天他看到克林德腰上沒有掛平常帶的左輪槍，也就沒有帶槍。行至东单北大街西总布胡同西口处，被巡逻至此的清军神机营队长恩海开枪击毙。恩海等人分取克林德的銀表、戒指、手槍等物而去。恩海說的手槍後來下落不明。
後來日本偵探在當鋪發現克林德的銀表，據此查出克林德之死為恩海所為，將其抓捕。審訊中恩海表現鎮定，承認殺人，並表示系上司指示遇外國人即殺，不是自己酒後行徑，更表示願求早死。恩海次日便被移交德方，更吐露為端親王指示殺克林德，有提拔和賞銀等。後於農曆十一月初十（12月31日）在東單牌樓克林德身亡之處鬧市被處斬。
克林德公使被殺違反了國際法（如清廷熟悉的《萬國公法》）中「外交人員人身不可受侵犯」的原則。1901年1月16日清政府和西方各國签订的《辛丑条约》第一款规定清朝要派遣亲王赴德国就克林德被杀一事向德国皇帝道歉，并要求在克林德被杀地点建一座纪念碑。克林德纪念碑于1901年6月25日开工建造，1903年1月8日竣工，位于西总布胡同西口的克林德毙命之处，横跨在东单北大街上。在落成典礼上，醇亲王载沣代表清朝前往碑下致祭。在克林德牌坊的三块坊心石上分别镌刻着用德语、拉丁语、汉语3种文字书写的以光绪皇帝名义下达的对克林德之死表示惋惜道歉内容的谕旨。牌坊之所以叫“碑”，是因为牌坊上挂有一额，上书“克林德碑”（横者为匾，竖者为额）。
坊上汉字为：“德国使臣克林德，驻华以来，办理交涉，朕甚倚任，乃光绪二十六年五月，拳匪作乱，该使臣于是月二十四日遇害，朕甚悼焉。特于死事地方，敕建石坊，以彰令名，盖表朕旌善恶之意。凡我臣民其各惩前毖后，无忘朕命。”

## 公理战胜坊

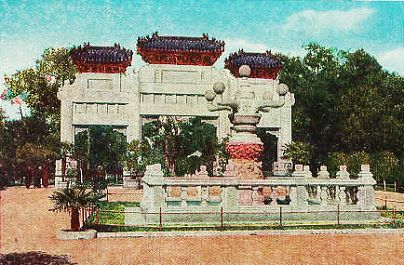
公理战胜坊

八國聯軍後，中國將克林德碑視為國恥，但因有錯在先，又無具體理由改之，遂等到一戰結束後找到機會。1918年11月11日，第一次世界大战结束。中国由于参加协约国集团对同盟国作战而成为战胜国，而德国则成为战败国，北洋政府以此名義，下令於1918年11月13日拆毁了克林德牌坊，不過交涉下改為遷移。 
1919年3月15日，法国驻北京外交代表会同中国方面，以战胜国的身份命令德国人将堆放在东单北大街的克林德纪念碑散件运至中央公园（现中山公园），重新组装竖立，并将原有文字全部除掉，另外镌刻了“公理战胜”四字，以作为第一次世界大战胜利的纪念。这四个字由钱能训题写。从此这座牌坊被称作“公理战胜坊”。由于在拆毁牌坊的过程中，部分构件损坏遗失，所以重建后的牌坊只有四柱三间三楼。

## 保卫和平坊
1952年10月2日，在北京召开了“亚洲太平洋地区和平会议”，会议期间确定要将“公理战胜牌坊”改为“保卫和平坊”。“保卫和平”四字由郭沫若题写。这就是现在的保卫和平坊。